# Супрун Михайло Миколайович
Михайло Миколайович Супрун (*5 квітня 1955, Сєверодвінськ) — сучасний російський історик, доктор історичних наук, професор, завідувач кафедри вітчизняної історії Поморського державного університету ім. М. В. Ломоносова (Архангельськ). Відомий дослідник Сталінських репресій.

## Біографія
Закінчив з відзнакою Поморський держуніверситет (1978), аспірантуру Ленінградського відділення інституту історії АН СРСР (1984) та докторантуру Інституту російської історії РАН (1996). Стажувався в МДУ (1989), Оксфордському університеті (1994), Університеті Джорджа Вашингтона (1998 — 1999), Краківському університеті (2000), університеті Тромсе (2003), Інституті історії Польської академії наук (2008).
Академічна діяльність: веде університетські курси з історії Росії XX століття, а також спецкурси:
- Росія в системі міжнародних відносин в роки Другої світової та «холодної» воєн;
- Історія каторги та заслання на Російській Півночі від давніх часів до сьогодення.

Автор понад 160 наукових праць.
Очолює регіональну громадську Поморську наукову фундацію сприяння розвитку науки та культури на Російській Півночі.

## Проект «Книга пам'яті»
В рамках проекту «Етнічні російські німці, репресовані в 40-х роках» Михайло Супрун склав «Книгу пам'яті» — про долю приблизно п'яти тисяч етнічних російських німців (радянських громадян), яких у 1941 році вислали з колишньої автономії німців Поволжя до Архангельської області. Крім того, в книжці поміщено дані про долю інтернованих і репресованих німецьких громадян, військовиків Вермахту, службовців німецьких установ на інших громадян.
Грант на цю работу Супрун одержав від німецького Червоного Хреста та Історичного дослідницького товариства німців з Росії міста Нюрнберг. Разом із Супруном в проекті співпрацювали - начальник Інформаційного центру (архіву) УВС Архангельської області полковник Олександр Дударев, аспіранти професора Супруна.

## Реакція російської влади, ФСБ
У вересні 2009 професора Супруна, його аспірантку Надію Шалигіну, а також полковник Дударева затримали співробітники ФСБ Росії в Архангельській області та звинуватили в «Збиранні та поширенні інформації, що має конфіденційний, приватний характер». ФСБ зробила обшуки в домах та на місцях роботи затриманих.
У вченого конфіскували весь його електронний архів, всі комп'ютери та інші електронні носії інформації, а також частину письмового та друкованого архіву, в тому числі й документи з російської історії, які Супрун привіз 1999 року з архівів США та європейських країн.

Слідчий Шевченко стверджує, що Супрун скопіював анкетні дані колишніх переселенців і передав їх за кордон: 
Родичі проти, вони стверджують, що не хотіли б, щоб про їхнього батька хтось щось довідався. Декотрі приховували національність, прізвище: із німецьких чи єврейських робили російські.

Професор Супрун вважає, що заяви родичів — це фальсифікація:
Згідно з умовами договору, дані, які ми збираємо, суворо конфіденційні, ніхто про них не знає, а «Книга пам'яті» має бути підготована тільки через два-три роки. Як дізналася ця людина, що ми її складаємо, незрозуміло, - ніхто, окрім учасників проекту про це не знав.
Це переслідування вченого також суперечить російсько-німецькому договору 2007 року, згідно з яким керівництво МВС Росії повинне створити бази даних репресованих.
Вчений вважає, що таким чином хочуть також покарати начальника архіву Архангельської області Дударева за те, що він допомагав складати «Книгу пам'яті» репресованих поляків.

Сам проект «Книга пам'яті» десять років тому ініціювала архангельська прокуратура. За цей час встигло вийти сім томів «Книг пам'яті». За словами співголови правозахисного товариства «Меморіал» історика Яна Рачинського, само по собі видання «Книг пам'яті» не може бути правопорушенням:
Ці збірники публікуються майже в усіх регіонах Росії. Видання передбачене Законом про реабілітацію, який прямо приписує в міру накопичення інформації публікувати ці списки. Залежно від регіону, різні структури влади (в тому числі МВС та ФСБ) беруть участь у підготовці цих книг, але прокуратура — завжди безпосередній учасник: згідно із Законом про реабілітацію, перегляд всіх архівних справ покладено на прокуратуру, вона зобов'язана вести цю роботу, незалежно від заяв від родичів.
17 жовтня 2011 в Архангельську розпочався судовий процес проти російського історика.
Сам Супрун заявив, що справа проти нього пояснюється бажанням влади завадити збору інформації про сталінські репресії.
Жовтневий суд Архангельська припинив карне переслідування вченого 8 грудня 2011 року «у зв'язку з спливанням строків давності». Начальнику інформаційного центру при УВС по Архангельській області Олександру Дударєву призначене покарання у вигляді одного року позбавлення волі умовно з випробувальним терміном один рік. 

28 лютого 2012 року касаційна інстанція, Архангельский обласний суд, залишив вирок суду без змін.

## Основні праці
- Политическая ссылка на Европейском Севере в конце 19 - начале 20 вв. (1999) (рос.)
- Ленд-лиз и северные конвои, 1941-1945 гг." М., 1997. (рос.)
- Люфтваффе под Полярной Звездой". Архангельск, (1996) (рос.)

- Упорядник, головний редактор та один із авторів альманахів «Северные конвои: исследования, воспоминания, документы» (Выпуски 1-5. Москва - Архангельск, 1991-2004) и «Каторга и ссылка на Севере России» (Т.1-4, 2004-2010).